# Natalie Joyce
Natalie Joyce (6 de noviembre de 1902 - 9 de noviembre de 1992) fue una actriz cinematográfica estadounidense. 
Nacida en Norfolk (Virginia), Joyce inició su carrera cinematográfica en una serie de comedias de dos bobinas (20-25 minutos de duración aproximada) producida por la compañía de Al Christie. Fue nombrada una de las WAMPAS Baby Stars del año 1925, junto a actrices como Olive Borden (que era prima de Natalie), Joan Meredith, Dorothy Revier, Mary Brian, y otras. En 1928 Joyce formó parte del reparto de Through The Breakers. Este título representó el inicio del uso del proceso de sonido llamado Picturetone, desarrollado por Lewis J. Selznick. Producida por Sax-Gotham Productions, la película fue dirigida por Harold Shumate. 
Tras retirarse del cine durante un tiempo, Joyce volvió con The Soul of the Tango (1930). Producida por el director James Cruz, el reparto incluía a Myrna Loy y Olive Tell. El film fue un producto de Metropolitan Studios. Joyce actuó en el papel de una ingenua.
Natalie Joyce estuvo casada con William Morris Pryce Jr. Falleció en San Diego (California) en 1992.